# Stian Øvergaard Aarvik
Stian Øvergaard Aarvik, né le 24 juillet 1997 à Bergen, est un coureur de fond norvégien spécialisé en course en montagne et skyrunning. Il est vice-champion d'Europe de course en montagne 2019 et champion de Norvège de course en montagne 2018.

## Biographie
Stian s'illustre en 2014 en devenant champion de Norvège de course en montagne dans la catégorie G16-17. Il est sélectionné pour les championnats du monde de course en montagne à Casette di Massa où il termine cinquième junior.
En 2015, il confirme son talent pour la course en montagne en remportant les titres juniors de champion de Norvège et d'Europe de la discipline. Il remporte le classement junior de la Coupe norvégienne de course en montagne et termine deuxième au classement général.
En 2016, il rejoint la Salomon Runner Academy pour développer ses talents de coureur en montagne. Le 17 juillet, il prend le départ de la Dolomites SkyRace et surprend tout le monde en terminant deuxième derrière le champion d'Europe de skyrunning 2015 Tadei Pivk.
Le 2 juin 2018, il domine la montée du Skuggenatten et s'impose avec 30 secondes d'avance sur le court parcours de 4,3 km devant le champion en titre Johan Bugge, remportant ainsi le titre de champion de Norvège de course en montagne. Le 18 août, il remporte la montée du Skåla sur un parcours raccourci à 5,8 km en raisons de vents violents.
Le 7 juillet 2019, il effectue une excellente course lors des championnats d'Europe de course en montagne à Zermatt. À la lutte pour le titre avec Jacob Adkin, il cède cependant pour 25 secondes et décroche la médaille d'argent. Il remporte de plus la médaille de bronze par équipes avec Johan Bugge et Håkon Skarsholt.

## Palmarès
| no  | masculin           | Course                                        | Longueur | Départ          | Temps           |
| --- | ------------------ | --------------------------------------------- | -------- | --------------- | --------------- |
| 2e  | Médaille d'argent  | Tromsdalstind SkyRace                         | 20 km    | 31 juillet 2015 | 2 h 9 min 48 s  |
| 2e  | Médaille d'argent  | Dolomites SkyRace                             | 22 km    | 17 juillet 2016 | 2 h 5 min 52 s  |
| 3e  | Médaille de bronze | Montée du Skåla                               | 5,8 km   | 13 août 2016    | 42 min 45 s     |
| 1re | Médaille d'or      | Bergen Fjellmaraton                           | 19,7 km  | 1er juin 2017   | 1 h 35 min 29 s |
| 1re | Médaille d'or      | Championnats de Norvège de course en montagne | 4,3 km   | 2 juin 2018     | 22 min 54 s     |
| 1re | Médaille d'or      | Bergen Fjellmaraton                           | 19,7 km  | 7 juin 2018     | 1 h 30 min 26 s |
| 2e  | Médaille d'argent  | DoloMyths Run SkyRace                         | 22 km    | 22 juillet 2018 | 2 h 5 min 53 s  |
| 1re | Médaille d'or      | Montée du Skåla                               | 5,8 km   | 18 août 2018    | 41 min 38 s     |
| 2e  | Médaille d'argent  | Championnats d'Europe de course en montagne   | 10,1 km  | 7 juillet 2019  | 53 min 46 s     |
| 2e  | Médaille d'argent  | Montée du Skåla                               | 8,2 km   | 17 août 2019    | 1 h 11 min 30 s |

## Records
| Épreuve       | Épreuve       | Performance   | Date              | Lieu       |
| ------------- | ------------- | ------------- | ----------------- | ---------- |
| 800 mètres    | Plein air     | 1 min 59 s 58 | 13 septembre 2015 | Lillestrøm |
| 1 500 mètres  | En salle      | 3 min 59 s 43 | 16 février 2019   | Bergen     |
| 1 500 mètres  | Plein air     | 3 min 57 s 47 | 30 septembre 2015 | Bergen     |
| 3 000 mètres  | Plein air     | 8 min 20 s 97 | 15 mai 2019       | Bergen     |
| 3 000 mètres  | En salle      | 8 min 21 s 81 | 20 janvier 2019   | Bergen     |
| 5 000 mètres  | Plein air     | 15 min 1 s 02 | 29 juillet 2016   | Askøy      |
| 10 kilomètres | 10 kilomètres | 30 min 0 s    | 17 octobre 2020   | Hole       |